# Krucifix (Fryštát)
Krucifix stojící v soukromé zahradě rodinného domku na ulici Svatopluka Čecha ve Fryštátě v Karviné je kulturní památkou České republiky.

## Popis
Novobarokní kříž z hrubozrnného pískovce vznikl kolem roku 1870 v zaniklé obci Solca. V roce 1973 byl kříž opraven.
Na soklu je postaven vysoký čtyřboký podstavec s krycí deskou a volutovými křídly po stranách. Na přední straně je reliéf Mojžíšových desek. V horní části kříže je umístěna propracovaná postava ukřižovaného Krista. Spodní část svislého břevna je zdobená reliéfy symbolů Kristova umučení. Celková výška kříže je asi pět metrů.

## Galerie

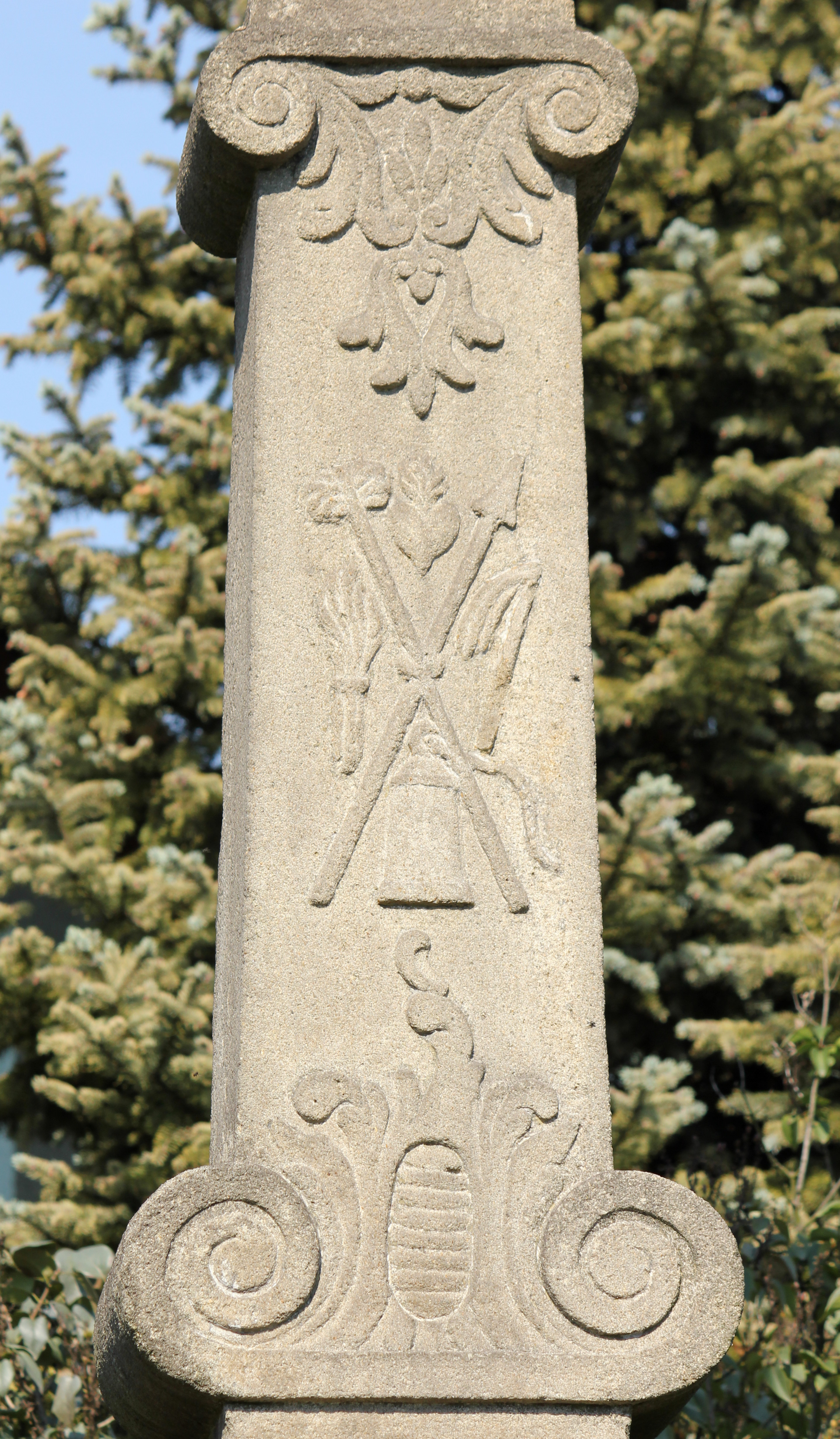
Symboly Kristova Umučení
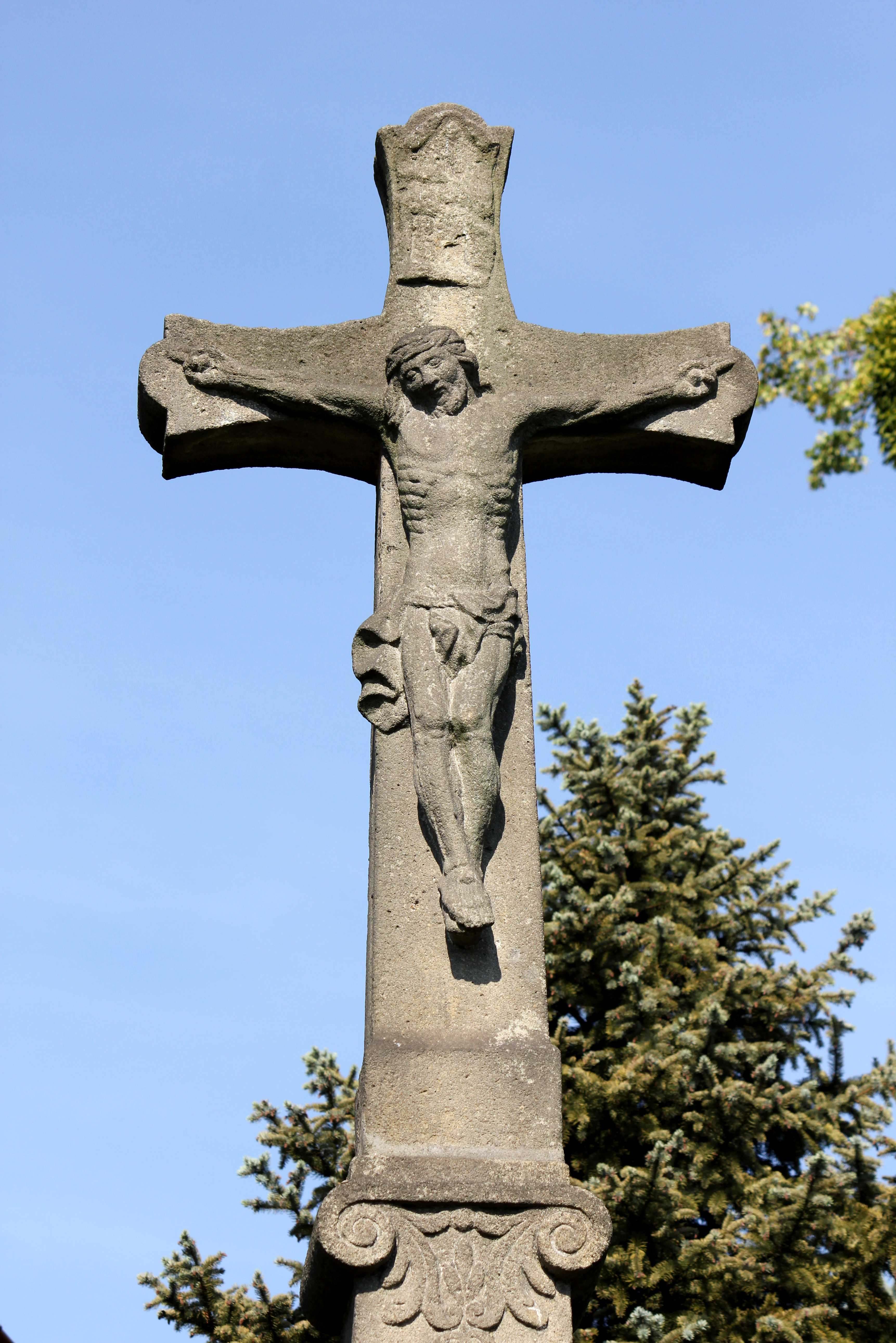
Plnoplastické tělo Krista